# Frešle
Rybník Frešle je rybník o rozloze vodní plochy asi 2,4 ha, zhruba obdélníkovitého tvaru, nalézající se polích na bezejmenném potoce na severním okraji obce Librantice v okrese Hradec Králové. Je zakreslen již na mapovém listě č. 96 z prvního vojenského mapování z let 1764–1768. 
Rybník je využíván pro chov ryb.

## Galerie

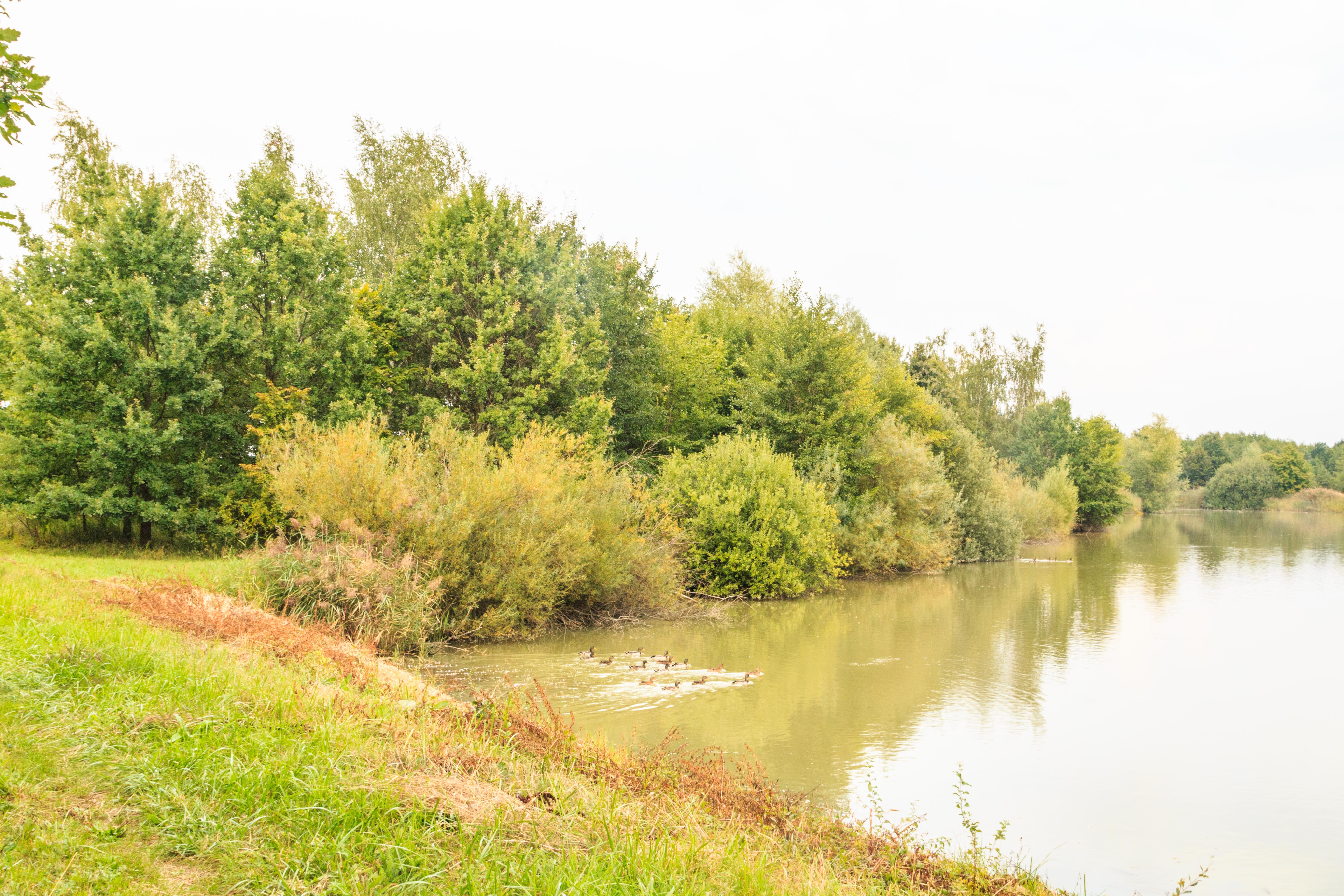
Pohled na rybník Frešle u Librantic
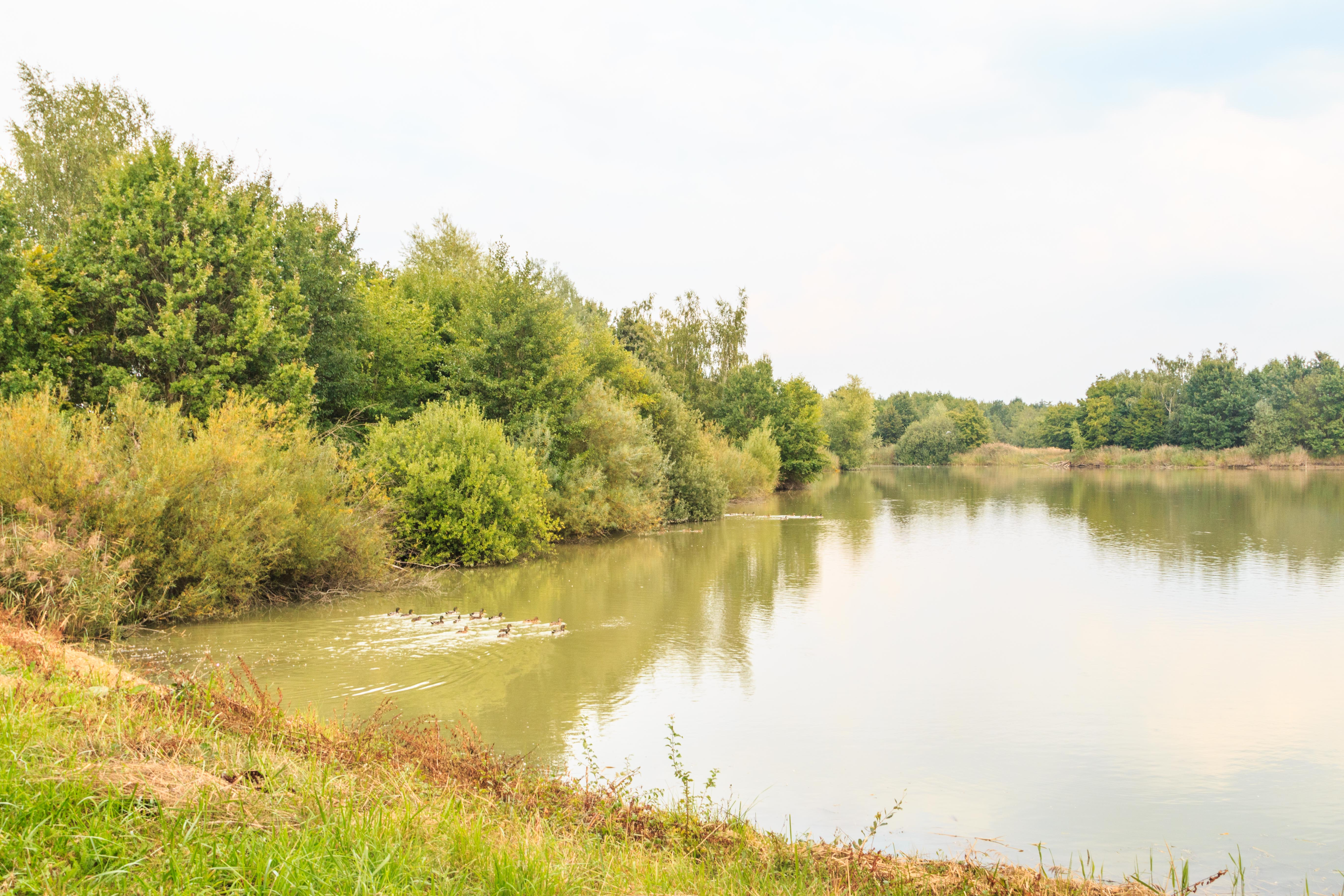
Pohled na rybník Frešle u Librantic
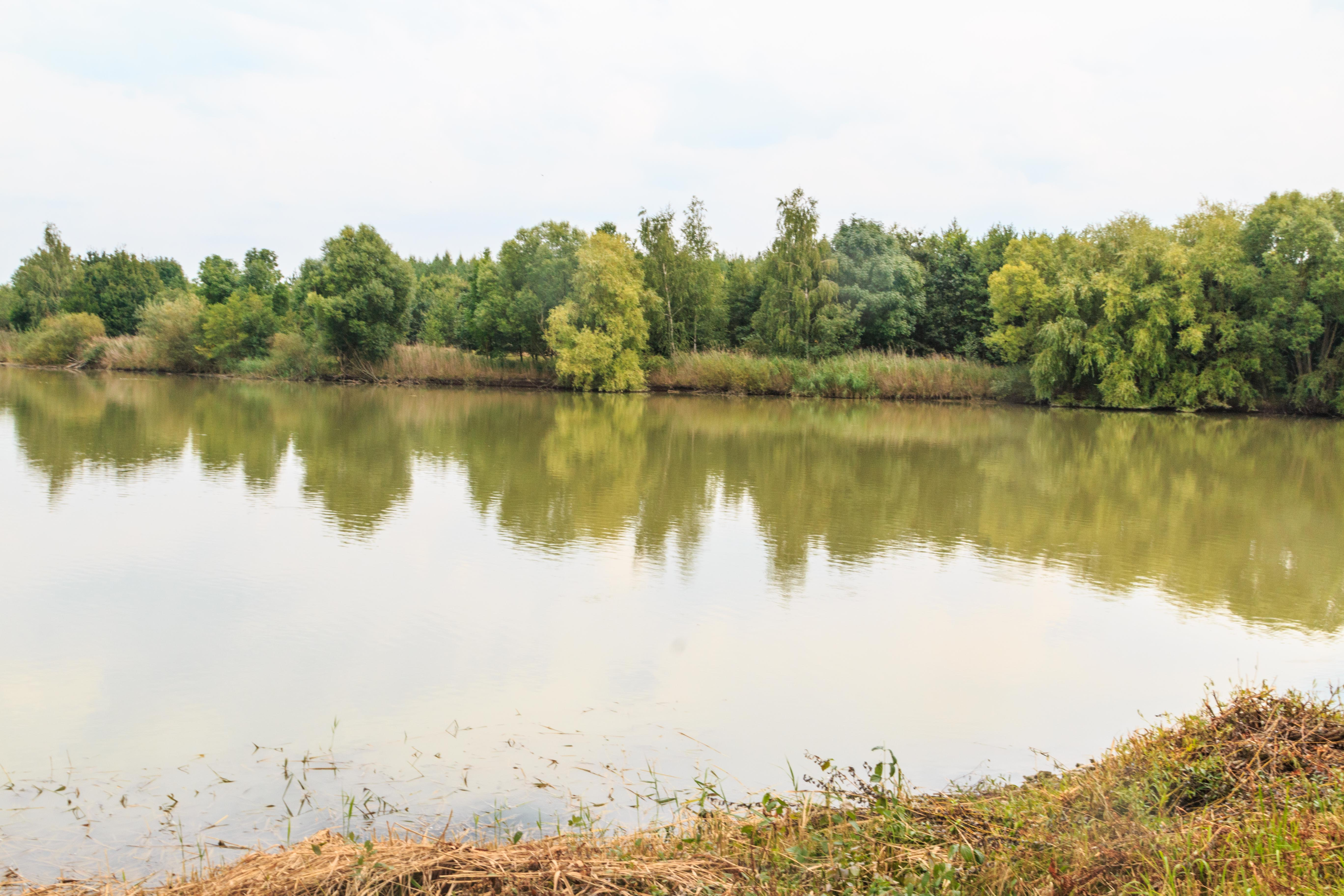
Pohled na rybník Frešle u Librantic
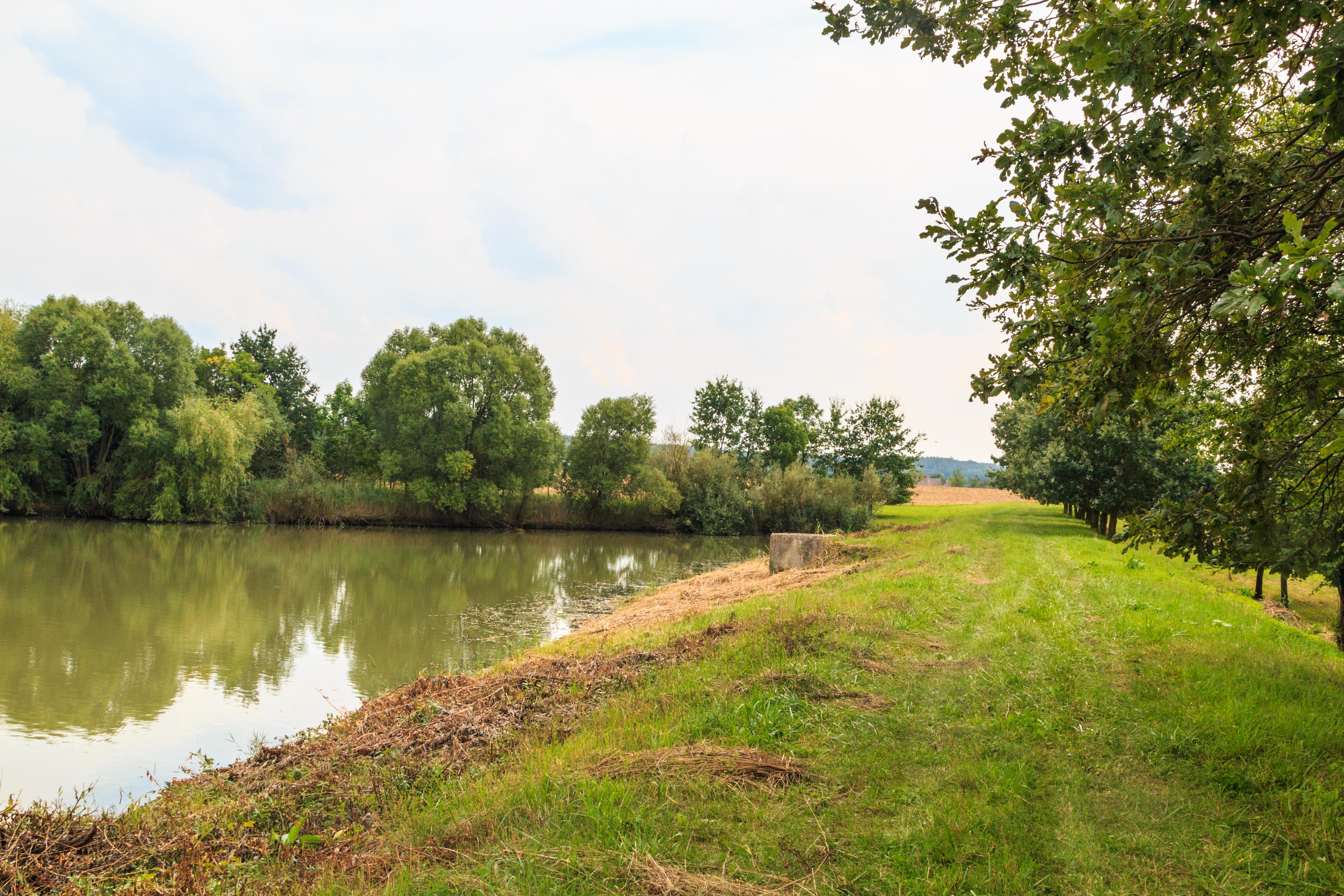
Pohled na rybník Frešle u Librantic